# تراسي ماكليود
تراسي ماكليود (بالإنجليزية: Tracey MacLeod)‏ هي صحفية بريطانية، ولدت في 30 أكتوبر 1960 في إبسوتش في المملكة المتحدة.

## وصلات خارجية
- تراسي ماكليود على موقع IMDb (الإنجليزية)